# 长门级战列舰
長門級战列舰是日本海军设计建造的一级战列舰。同级舰两艘：長門及陸奥。

## 建造
第一次世界大战中，日本国力大增。同时德意志帝国的失败也让日本有了了争夺西太平洋海上霸权的机会。1916年（大正5年），日本重新制定了被称为“八八舰队”的海军扩军计划，长门级是该计划中最早开工的战列舰。建造方案编号A-102，主設計師平賀讓。
基于当时的国民经济状况，日本决定建造高速、火力强劲的战列舰，在与美国的竞争中以单舰质量弥补舰队总量的不足（“单舰优越主义”）。使用当时最大口径的410毫米（对外称40厘米）口径舰炮。四座炮塔采用背负式艏艉对称布局，主炮仰角达30度，射程达3万米。在顶层甲板和上甲板安装炮廓式副炮。最具特色的是，为满足远距离观测及指挥的需要，本级舰采用了由七根支柱支撑的高大桅楼，其顶部设有射击指挥所，并且设计了造型独特的“勺型”艏（不会勾住日本自用的链式水雷的链条造成误击）。随着战列舰火炮仰角与射程不断增加，日德兰海战也表明大口径大落角炮弹成为了主力舰水平装甲的重要威胁，因此在设计本级舰时加强了重点区域防御，尤其是水平方向的防御。长门级最高航速26.7节，是当时世界现役的战列舰中航速最快者，日本海军将长门级的航速指标列为机密，建成时对外称最高航速23节。由于此前日本多向英国购买主力舰（如富士级战列舰，金刚级战列巡洋舰）或大量采用英式武器（如河内级战列舰），所以从舰体到全舰武备均由日本自行设计制造的本级舰被视为“第一级纯日本血统的战舰”。

## 服役
长门号于1917年8月28日开工，1920年11月竣工。华盛顿會議中英美要求日本销毁已下水但尚未竣工的陆奥号。日本一面加紧施工，一面聲稱该舰已经建成，坚决反对拆解。最终陆奥号于1921年11月竣工服役，獲得保留；交換條件則是攝津號戰艦解除武裝成為靶艦、以及美國可完工最后一艘科罗拉多级战列舰。海军假日时期，航空母舰尚不成熟，各國海军判斷戰力指標仍以主力舰的數量和其搭载的主炮口徑為基準。而当时世界上只有7艘战列舰装备16英吋级别艦炮，即长门级2艘、英国纳尔逊级战列舰2艘、美国科罗拉多级战列舰3艘，被合称为“Big 7”。
本级舰服役后，为解决桅楼与前烟囱距离过近导致排烟倒灌的问题，先是在前烟囱上加装烟囱帽，但效果并不明显；1923年将前烟囱改为大幅度向后弯曲的形状使前烟囱口得以远离桅楼，解决了这一问题。在大和级战列舰服役前，长门号在将近20年的时间里一直作为日本联合舰队的旗舰，經常对民众开放或进行海外訪問，成為当时日本國民最熟知的战舰與海軍的象徵。當時長門號知名程度已經到如果問日本小學生最喜歡的戰艦是哪一艘，大部分幾乎會立刻回答是長門號，同時如果有寫生軍艦的機會也會以該艦為首選。日本政府直至战败前都将大和级相关事项列为最高机密，因此本级舰反而更為大眾所知曉。
1923年關東大地震之際，聯合艦隊艦艇多集中在渤海實施聯合演習。獲知日本本土災情後，長門級隨即載運救災物資全速趕往東京灣。不過在行经遠州灘海域時，正好遇到英國達娜厄級輕巡洋艦派遣號。為免暴露真实極速，長門號放慢航速，比派遣號慢駛進橫濱港。
1926年（昭和元年）长门号在舰体中后部加装了航空装备，是第一艘装备水上飞机弹射器的日本主力舰。

## 改装
1934年2艘长门级接受了现代化改造，主要是将主炮最大仰角提高到43度，增大主炮射程；更新火控观瞄设备；加强舰体与炮塔的防护；舰体舯部增设防鱼雷隔舱，由此带来的舰型改变则由延长舰艉弥补；改建舰桥桅楼等上层建筑；简化机舱布置，只装备重油专烧锅炉，由此将两个烟囱合并成一个；加强了防空火力。改装后标准排水量增加约6千吨，但主机出力不变，最高航速降至25节。

## 战时经历
在太平洋战争期间，本级舰被海军列为最后决战的主力从而很少出战。开战以后日本海军的战列舰战队因长期驻泊在广岛的柱岛锚地待机而被频繁出击的航空战队的军官讥讽为“柱岛舰队”。1943年6月停泊在广岛湾的陆奥号三号主炮塔弹药库发生原因不明的爆炸后沉没。1944年10月长门号参与了莱特湾海战，在是次战役中的损害也从未被修复。战争末期由于燃油匮乏难以开行，长门号作为警备舰被编入预备役。
在日本投降时长门号是唯一具备作战能力的戰列艦，作为战争赔偿移交美国。1946年在比基尼岛的”十字路口“行动中，被美军用于核试验。在經過核弹空爆与水下爆炸测试后，長門仍然在海面上漂浮，直到第二次試验後的第五天因大量进水而倾覆沉沒。

## 性能數據
- 標準排水量：

```
   *建成時：33800噸
   *改裝後：39130噸
```

- 尺寸：

```
   *建成時:
    長215.8米/寬28.96米/吃水9.1米
   *改裝後:
    長224.9米/寬34.6米/吃水9.45米
```

- 主機最大功率：

```
   *建成時:80000匹馬力
   *改裝後:82000匹馬力
```

- 最高航速：

```
   *建成時:26.5節
   *改裝後:25節
```

- 續航能力：

```
   *建成時:16節下5500海里
   *改裝後:16節下10600海里
```

- 武器裝備：

```
   *建成時：
     *主炮：4座雙連裝三年式41厘米艦炮
     *副炮：20門三年式14厘米艦炮
     *高炮：4座單裝三年式7.6厘米高炮
   *太平洋戰爭開戰時：
     *主炮：4座雙連裝三年式40厘米艦炮
     *副炮：18門三年式14厘米艦炮
     *高炮：4座雙連裝八九式12.7毫米高炮
           10座雙連裝九六式25毫米機炮
```

- 裝甲：

```
   *建成時（總重10396噸）：
     *舷側主裝甲帶最厚305毫米
     *炮塔正面356毫米
     *水平裝甲最厚76毫米
     *司令塔336毫米
   *改裝後（總重13023噸）：
     *舷側主裝甲帶最厚360毫米
     *炮塔正面500毫米
     *水平裝甲最厚185毫米
     *司令塔336毫米
```

- 艦員數量：1333-1368人

## 同型艦
| 船名   | 製造廠         | 建造時間                     | 船籍         | 服役時間                                                                           | 結局                            | 圖片 |
| ------ | -------------- | ---------------------------- | ------------ | ---------------------------------------------------------------------------------- | ------------------------------- | ---- |
| 長門號 | 吳市吳海軍工廠 | 1917年8月28日－1919年11月9日 | 横须贺镇守府 | 1920年11月15日－1945年8月30日（日本海軍） 1945年8月30日－1946年7月29日（美國海軍） | 1946年7月29日在十字路行動中沉沒 |      |
| 陸奧號 | 橫須賀海軍工廠 | 1918年6月1日－1920年5月31日  | 佐世保镇守府 | 1921年10月24日－1943年6月8日                                                       | 1943年6月8日原因不明爆沉        |      |

## 相關項目
- 大日本帝國海軍艦艇列表